# Rainer Burchardt
Rainer Burchardt (* 23. Mai 1945 in Bad Segeberg; † 12. Dezember 2022 bei Bonn) war ein deutscher Journalist. Er war von 1994 bis 2006 Chefredakteur beim Deutschlandfunk.

## Leben
Rainer Burchardt absolvierte nach dem Abitur 1965 seinen Dienst bei der Bundesmarine, verließ sie als Oberleutnant zur See der Reserve. Anschließend studierte er an der Universität Kiel Germanistik, Politologie und Soziologie. Nach einem Volontariat bei der Segeberger Zeitung war Burchardt als freier Mitarbeiter im Jugend- und Zeitfunk des Norddeutschen Rundfunks tätig.
Ab 1972 war Burchardt einer der für aktuelle politische Nachrichten zuständigen Redakteure im Funkhaus Kiel, bekam damit auch die verantwortliche Leitung und Moderation von aktuell-politischen Magazinen. Nebenher übernahm er zwischen 1972 und 1974 ein Amt als stellvertretender Sprecher der Landespressekonferenz Schleswig-Holstein. Ab 1975 bekam er die Leitung der Wirtschaftsredaktion in Kiel übertragen. 1976 erhielt er überdies einen Lehrauftrag an der Wirtschaftsakademie Schleswig-Holstein in Kiel. Zudem arbeitete er bis 1978 als landespolitischer Korrespondent für die Wochenzeitung Die Zeit. Im Jahre 1978 ging er für den NDR und den Westdeutschen Rundfunk (WDR) als Hörfunkkorrespondent zur EU-Zentrale nach Brüssel.
Von 1987 bis 1991 war Burchardt außerdem Sprecher des SPD-Bundesvorstands unter dem Parteivorsitzenden Hans-Jochen Vogel.
Im Jahr 1994 wurde Burchardt Chefredakteur des Deutschlandfunks; er schied 2006 aus dieser Position aus. Seitdem lehrte er an der Hochschule Bremen sowie an der Fachhochschule Kiel, an der er zum Honorarprofessor ernannt wurde.
Er war Autor und Mitwirkender von neun Ausgaben der täglichen Sendung „Hintergrund“ im DLF und weiteren Sendungen.

## Veröffentlichungen
- mit Hans-Jürgen Schlamp: Flick-Zeugen. Protokolle aus dem Untersuchungsausschuss, Rowohlt-Verlag, Reinbek 1985, ISBN 978-3-499-15732-5
- mit Werner Knobbe: Björn Engholm, die Geschichte einer gescheiterten Hoffnung, Deutsche Verlagsanstalt, Stuttgart 1993, ISBN 978-3-421-06643-5